# Pontiac Bonneville
Pontiac Bonneville – samochód osobowy klasy luksusowej produkowany pod amerykańską marką Pontiac w latach 1958–2005.

## Pierwsza generacja

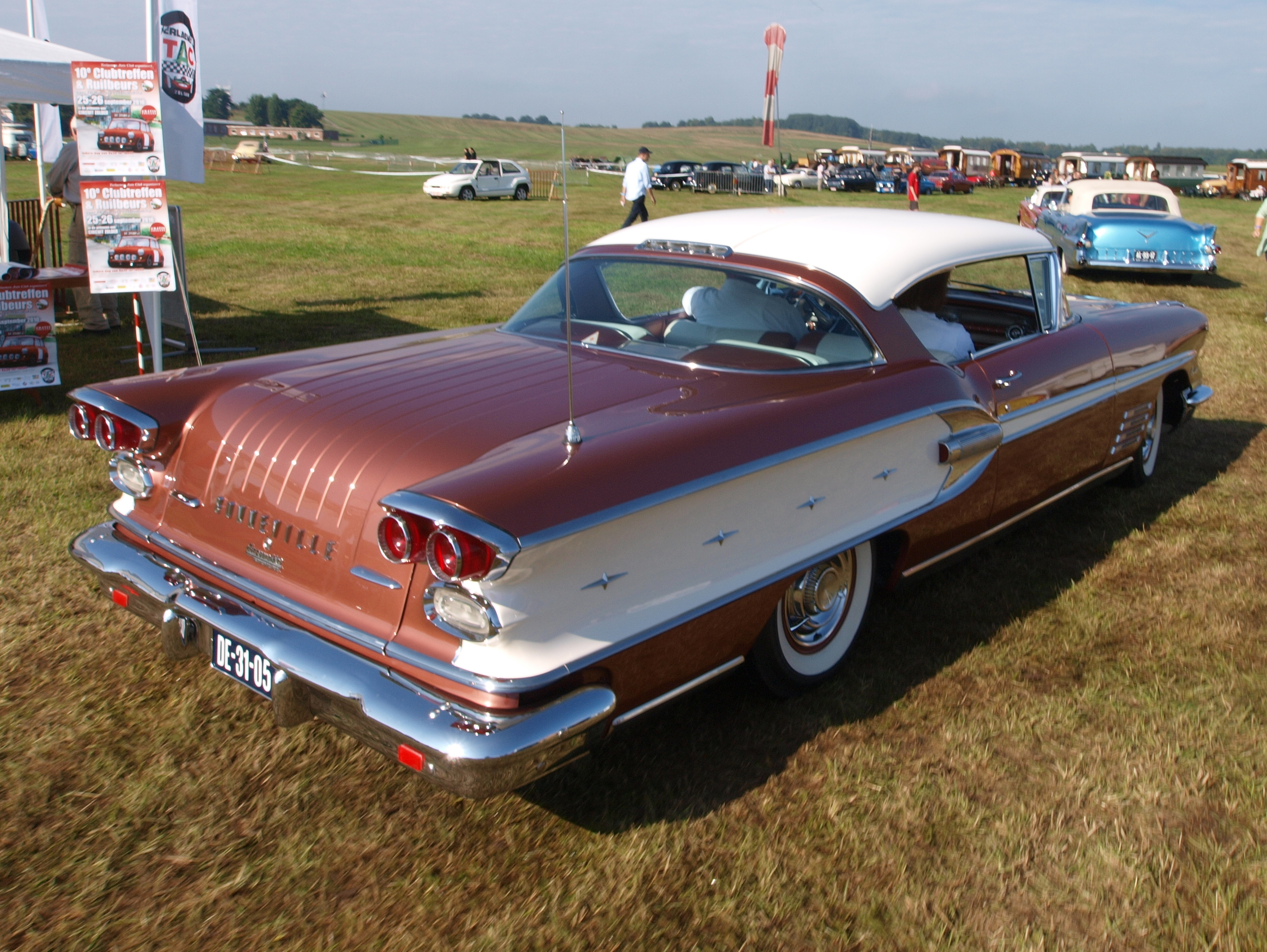
Pontiac Bonneville I – tył

Pontiac Bonneville I został zaprezentowany po raz pierwszy w 1958 roku.
Po tym, jak nazwa Bonneville była stosowana dotychczas jako nazwa wariantu wyposażeniowego modelu Star Chief, w 1958 rok przyniósł użycie jej dla odrębnej linii modelowej.
Pierwsza generacja Pontiaka Bonneville została oparta na platformie B-body, wyróżniając się masywnym, dwukolorowym nadwoziem z wyraźnie zarysowanymi błotnikami, a także charakterystycznym dwukolorowym malowaniem nadwozia widocznym z bocznej strony nadwozia.

### Silniki
- V8 3.7l Tempest 255 KM
- V8 3.7l Tempest 300 KM

## Druga generacja

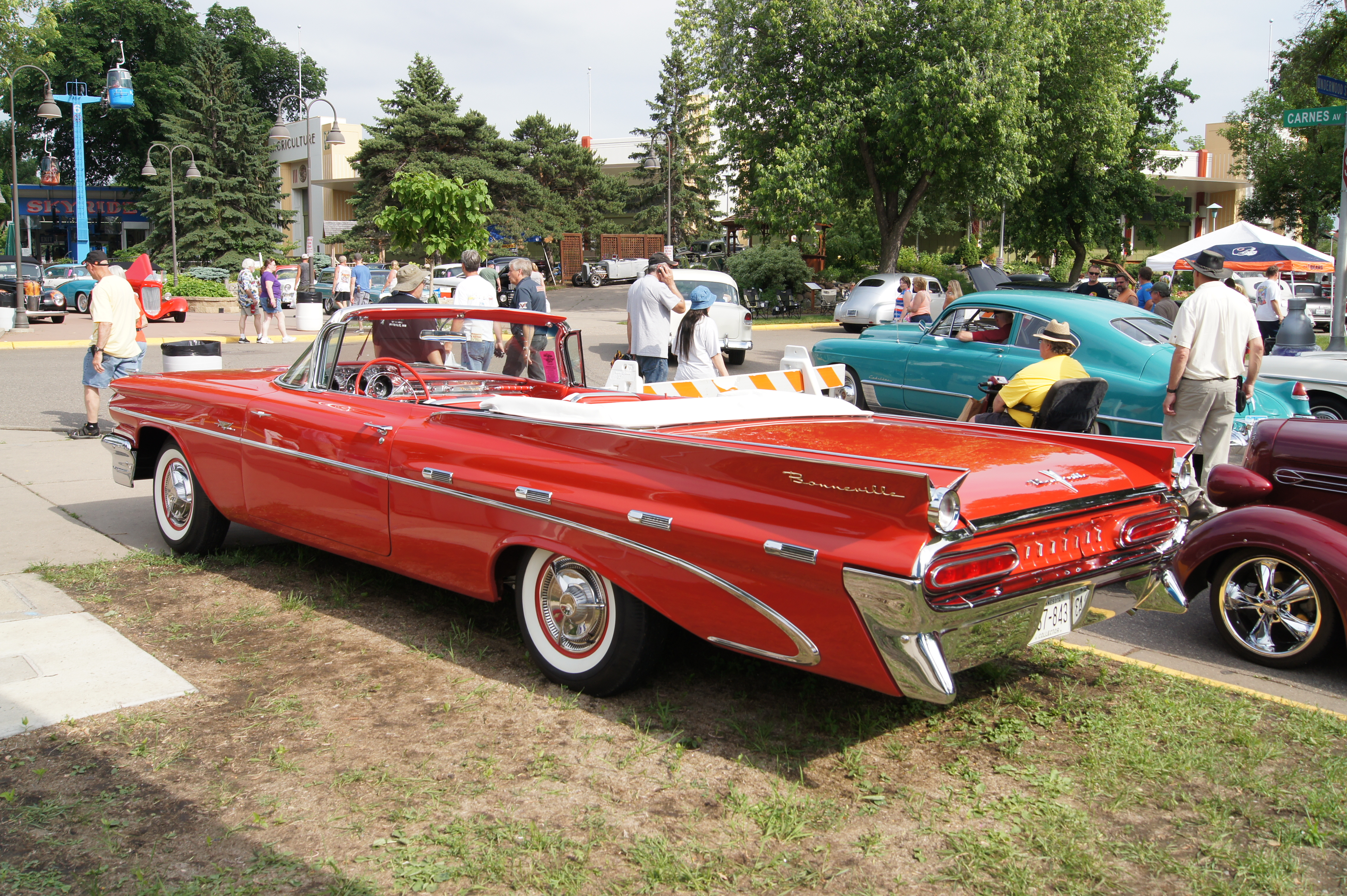
Pontiac Bonneville II – tył

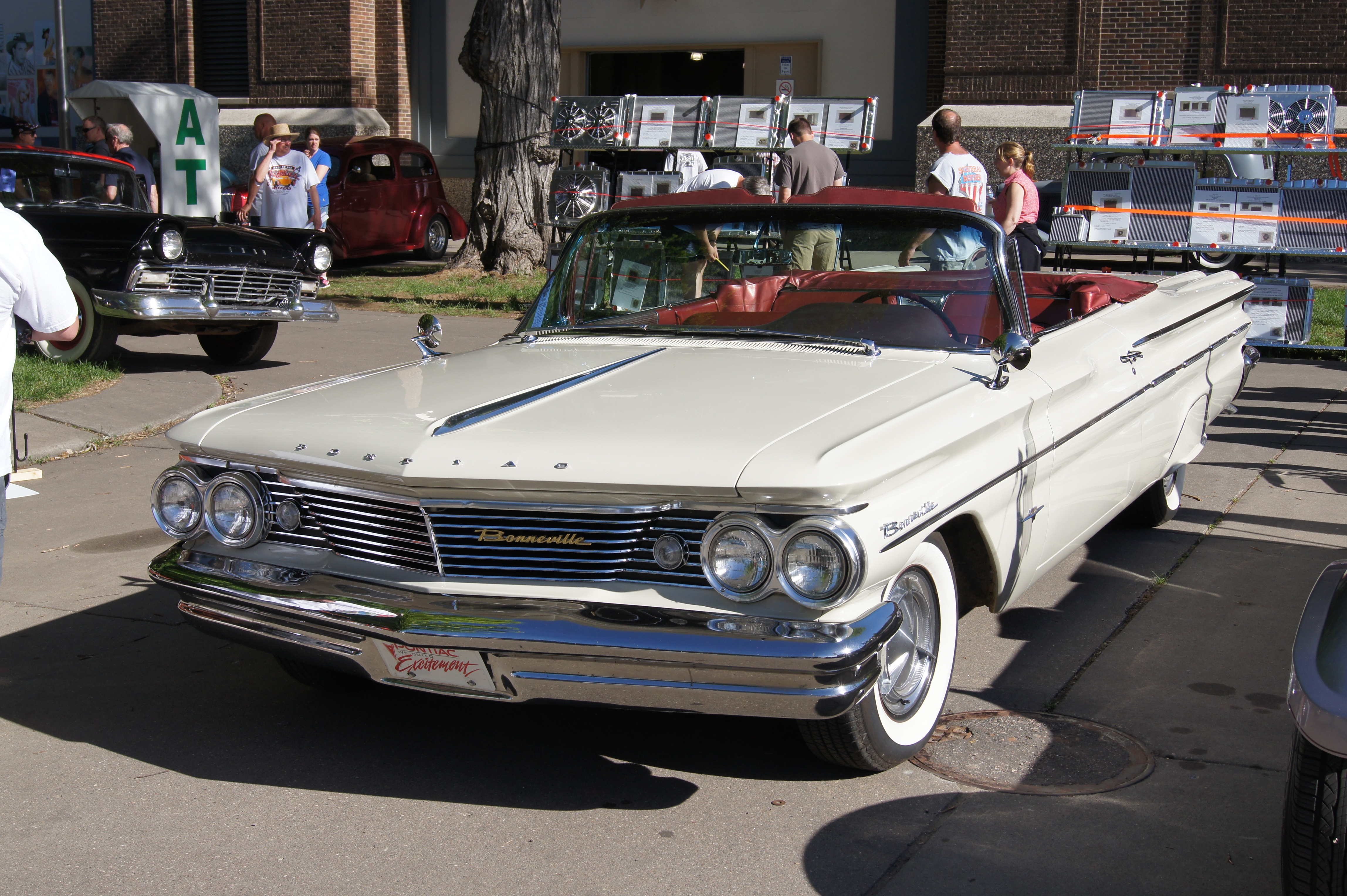
Pontiac Bonneville II po liftingu

Pontiac Bonneville II został zaprezentowany po raz pierwszy w 1959 roku.
Po niespełna rok trwającej produkcji dotychczasowego wcielenia, Pontiac zdecydował się ponownie obszernie zmodernizować swój sztandarowy model, prezentując drugą generację Bonneville opracowaną na platformie B-body.
Wzorem pokrewnego modelu Catalina, z przodu pojawiła się duża, podwójna atrapa chłodnicy o łukowym kształcie, za to tył zdobiły strzeliste nadkola z owalnymi lampami.

### Lifting
W 1960 roku Pontiac Bonneville trzeciej generacji przeszedł obszerną modernizację, która przyniosła zmiany głównie w wyglądzie przedniej części nadwozia. Pojawiła się duża, jednoczęściowa chromowana atrapa chłodnicy i inaczej rozmieszczone reflektory.

### Silnik
- V8 3.8l Tempest

## Trzecia generacja

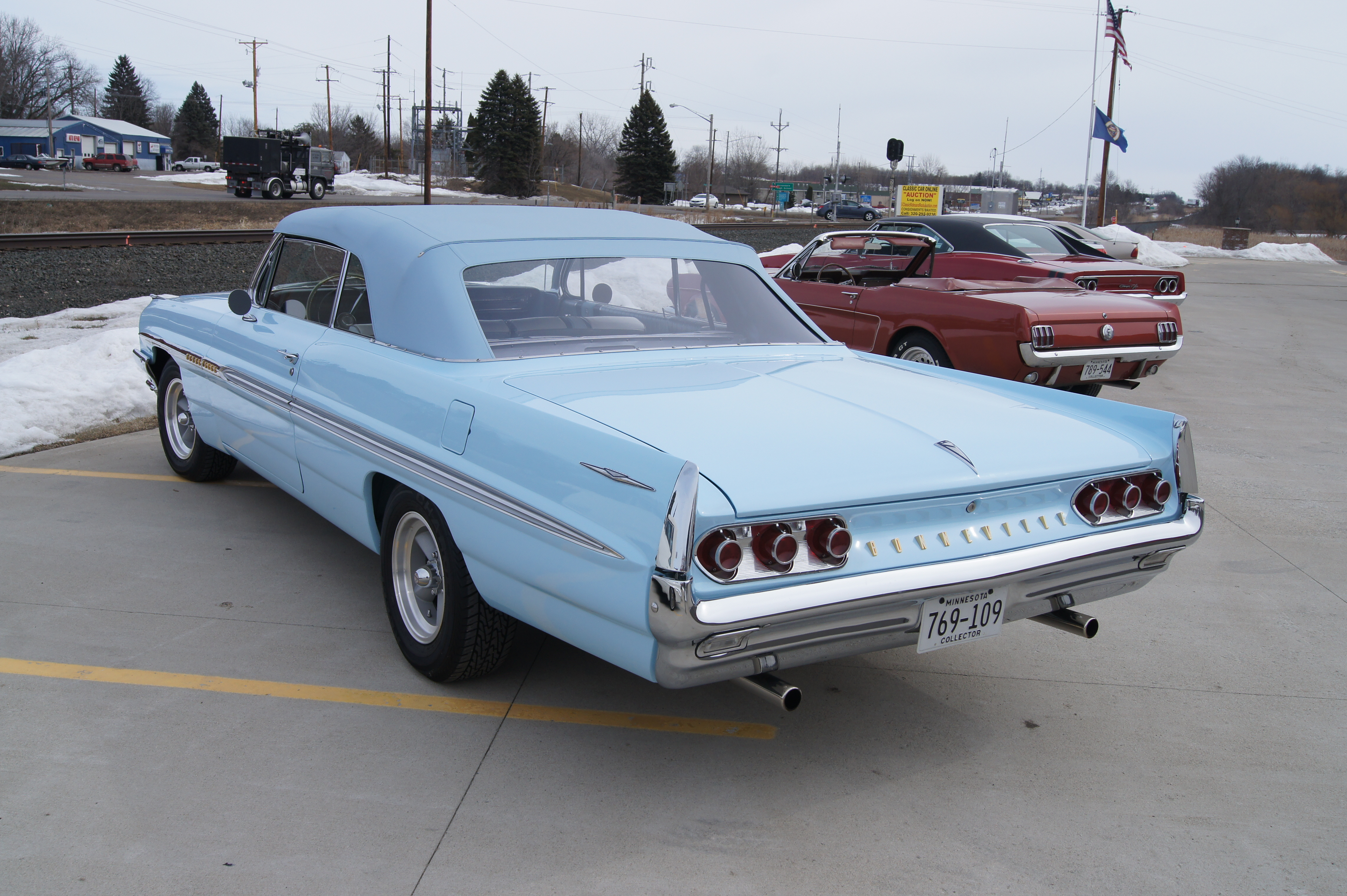
Pontiac Bonneville III – tył

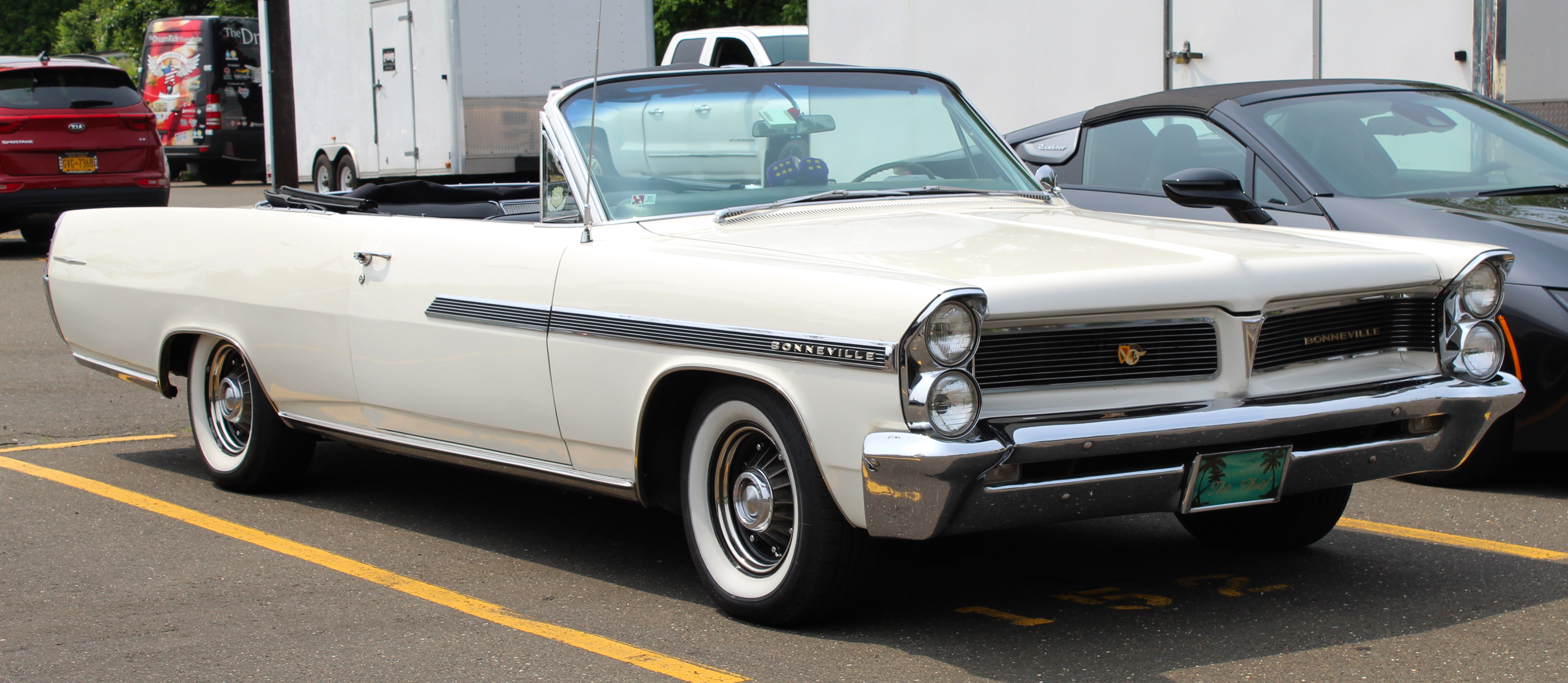
Pontiac Bonneville III po liftingu

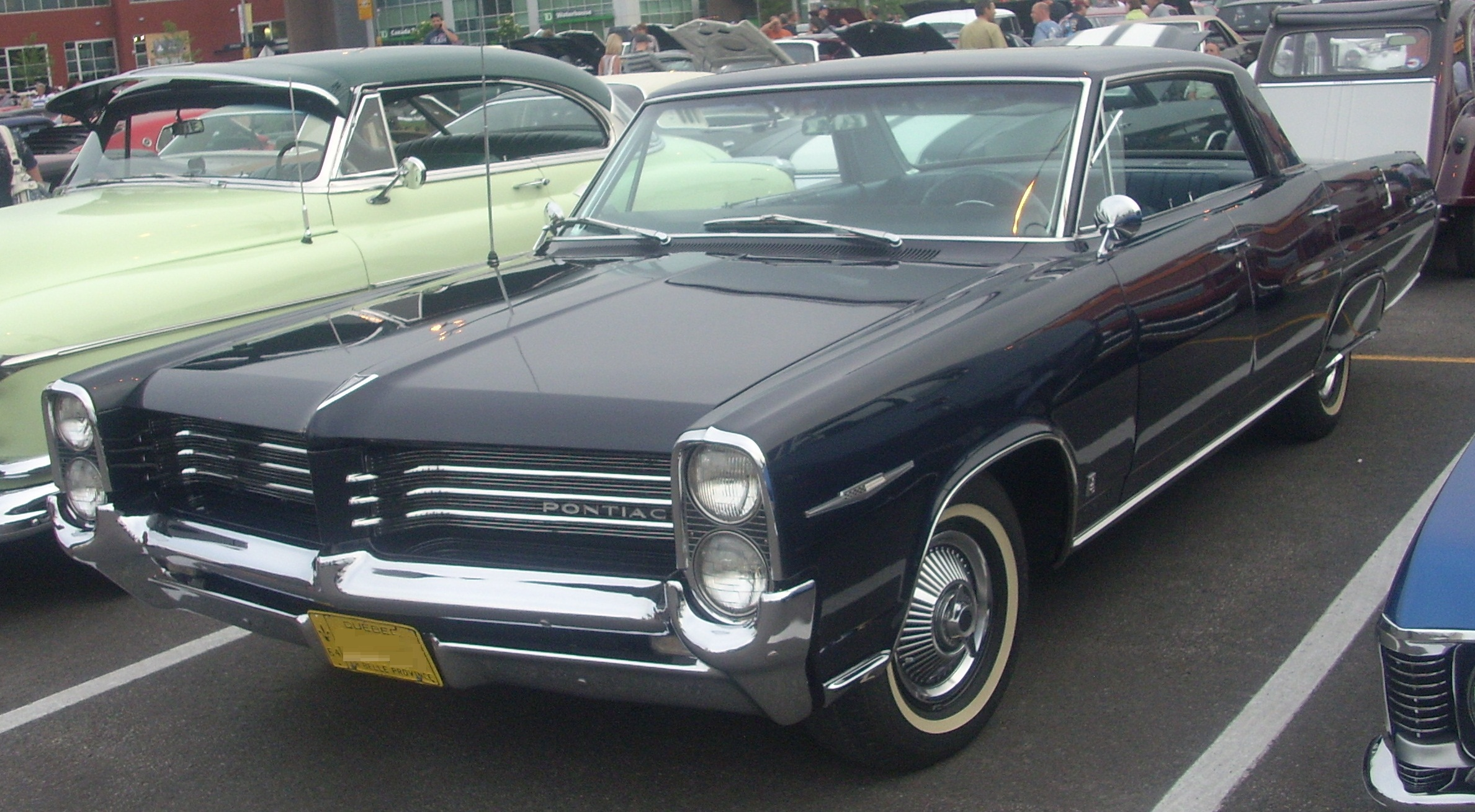
kanadyjski Pontiac Parisienne po drugim liftingu

Pontiac Bonneville III został zaprezentowany po raz pierwszy w 1961 roku.
Trzecia generacja Bonneville powstała na zmodernizowanej platformie poprzednika – B-body. Samochód ponownie zachował masywne proporcje nadwozia, z szeroko rozstawionymi podwójnymi reflektorami. Pojawił się charakterystyczny układ atrapy chłodnicy, ze strzelistym przedzieleniem z dużym logo producenta. Z kolei z tyłu zamontowano tym razem potrójne, okrągłe lampy pod niezależnymi kloszami.

### Restylizacje
Podczas trwającej 4 lata produkcji trzeciej generacji Bonneville samochód przeszedł dwie obszerne restylizacje, z czego pierwsza, przeprowadzona w 1963 roku, przyniosła szczególnie rozległe modyfikacje. Pojawiły się pionowo umieszczone, podwójne reflektory, a także szersza podwójna atrapa chłodnicy. Rok później, producent zdecydował się zmodyfikować wzór atrapy chłodnicy.

### Rynki eksportowe
Pod nazwą Pontiac Parisienne samochód produkowany i oferowany był także na sąsiednim względem Stanów Zjednoczonych rynku Kanady, a ponadto – także w Australii i Nowej Zelandii.

### Silniki
- V8 6.4l
- V8 6.9l

## Czwarta generacja

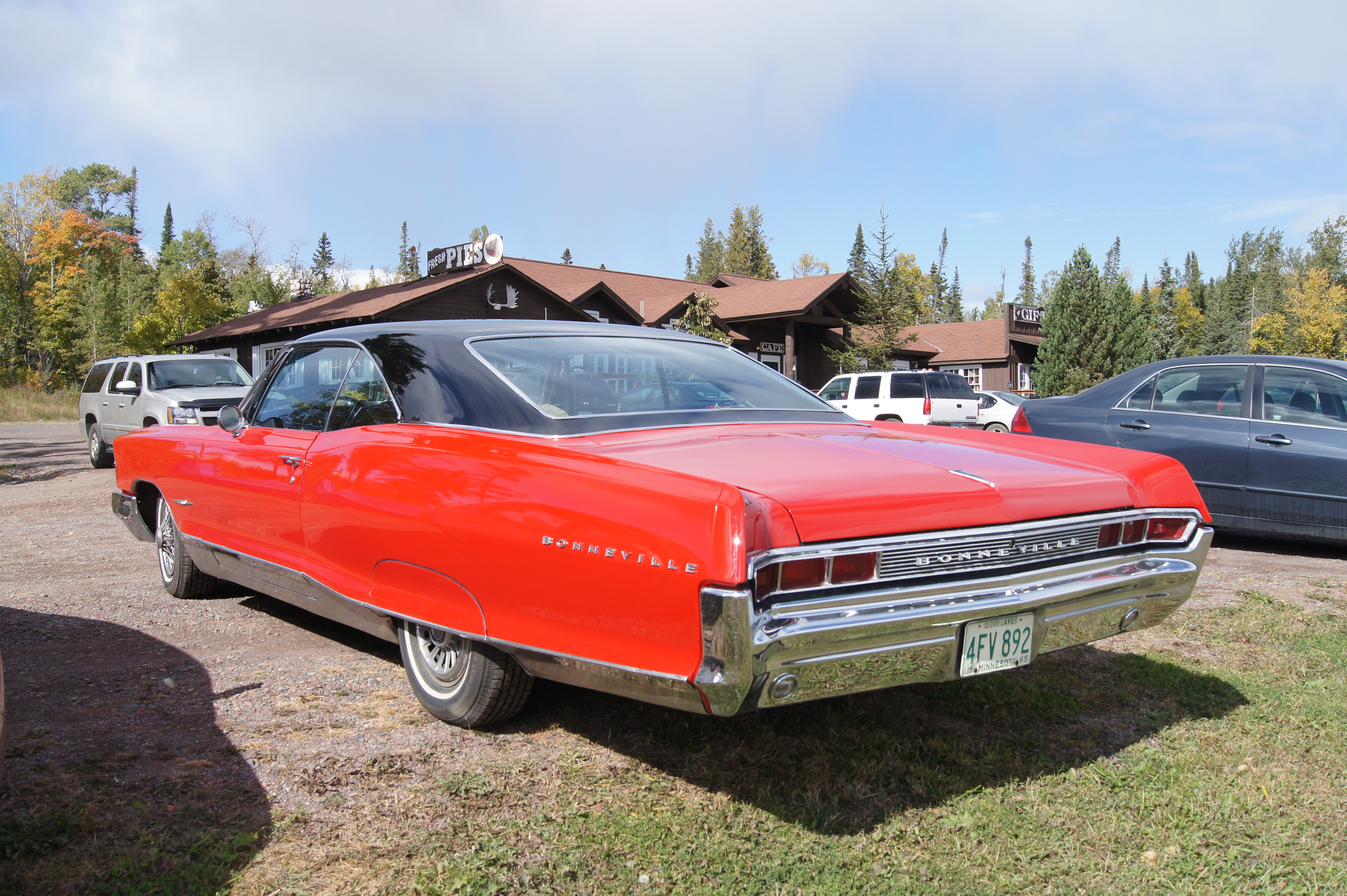
Pontiac Bonneville IV – tył

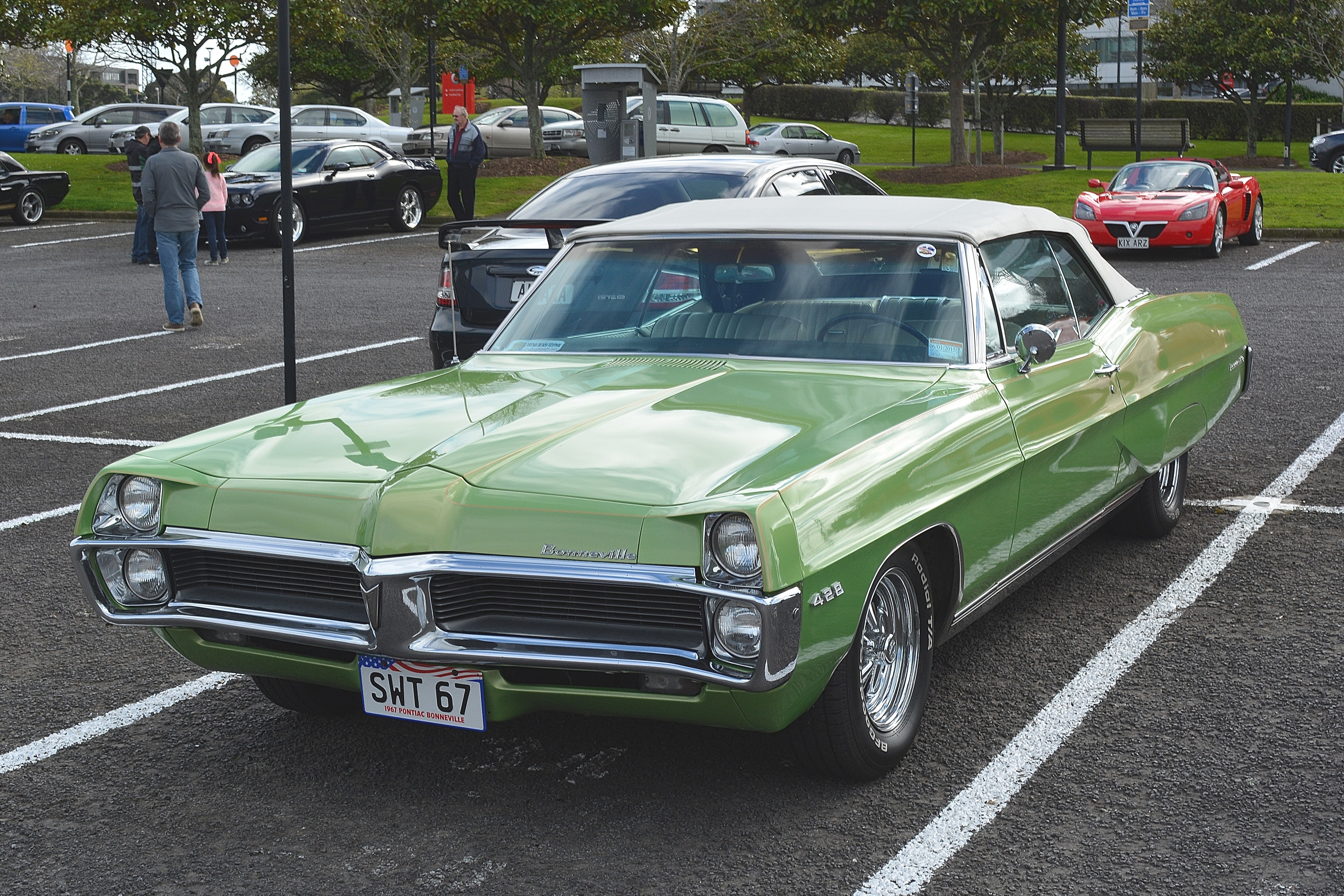
Pontiac Bonneville IV po liftingu

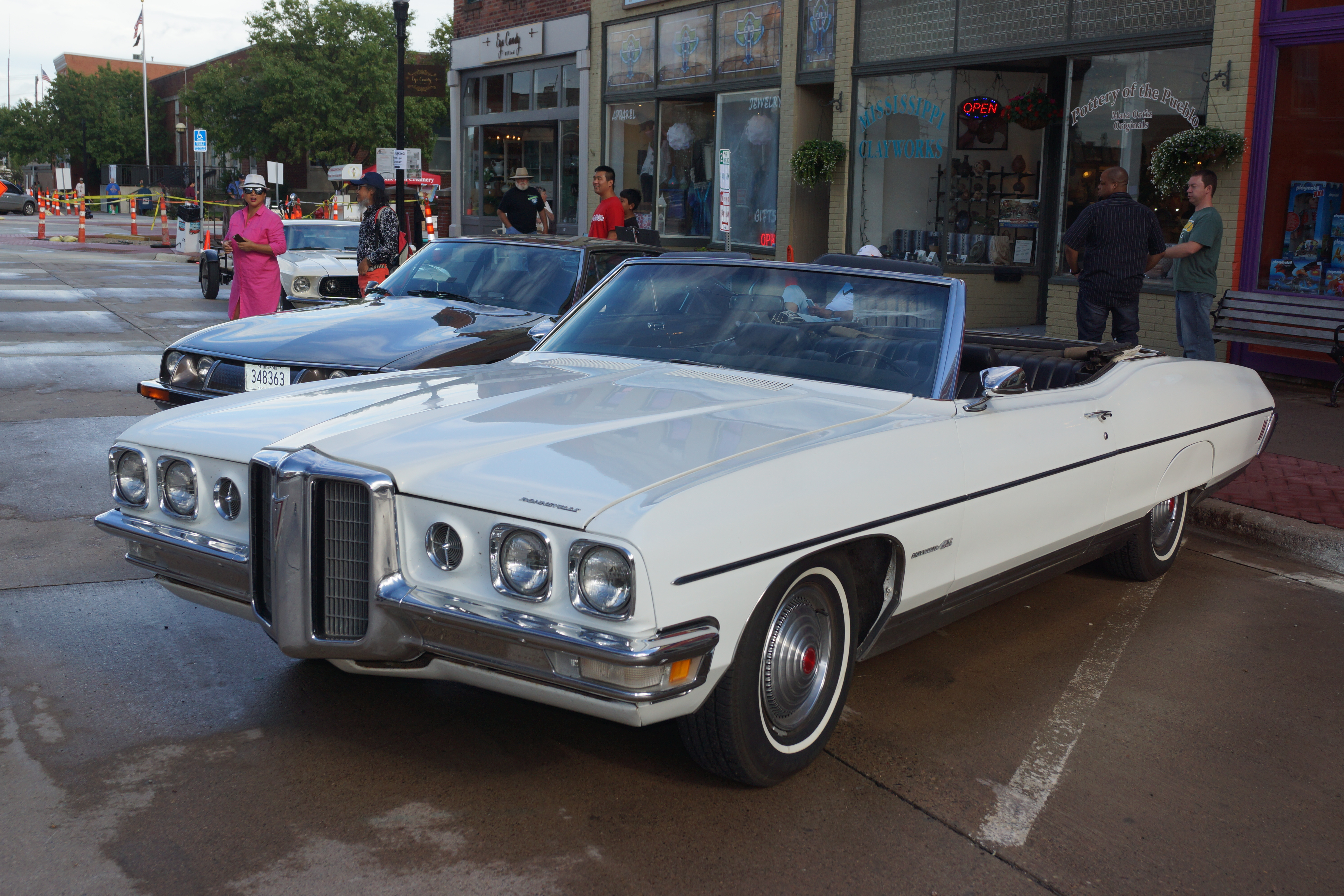
Pontiac Bonneville IV po trzecim liftingu

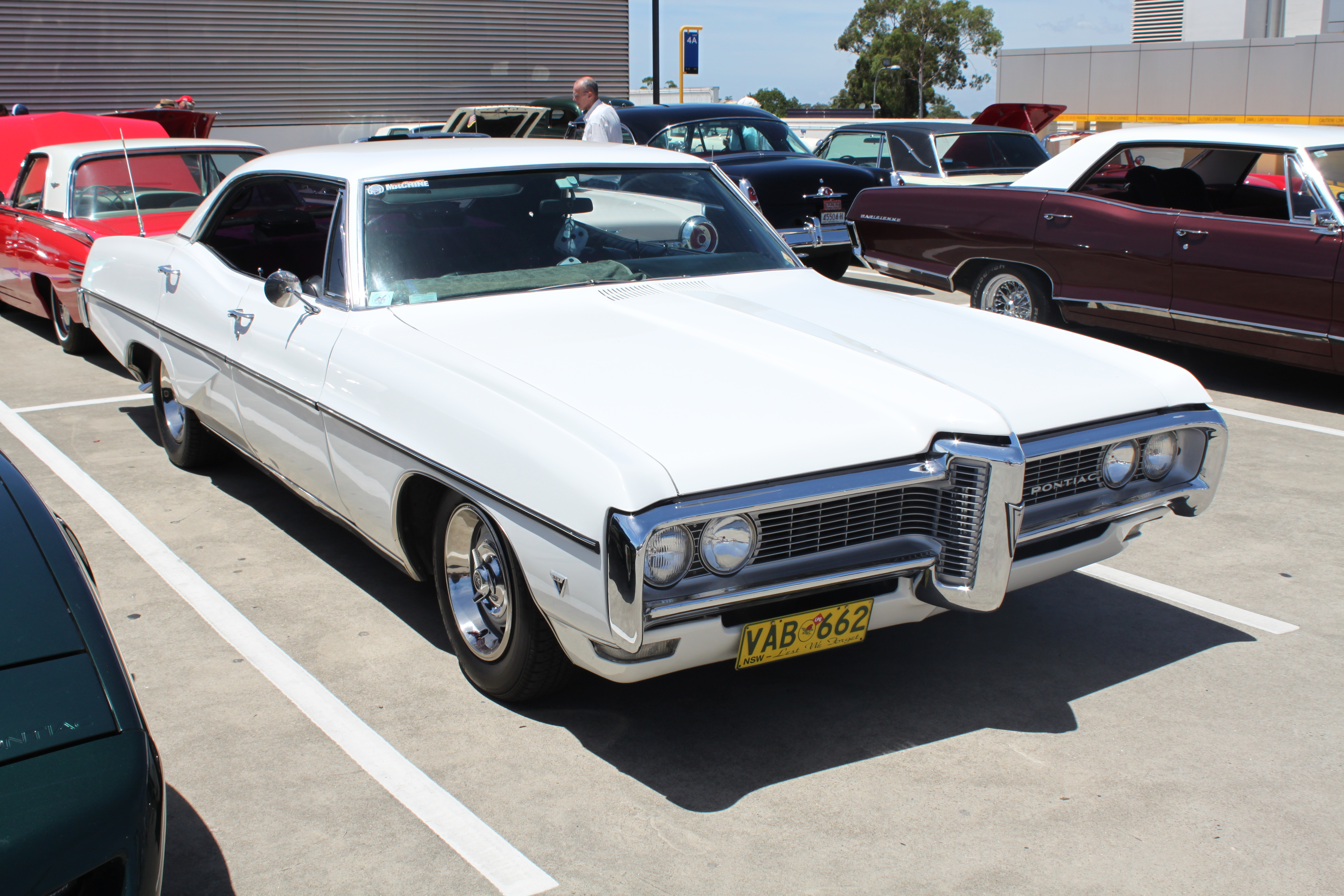
australijski Pontiac Parisienne

Pontiac Bonneville IV został zaprezentowany po raz pierwszy w 1965 roku.
Czwarta generacja Bonneville w początkowych latach produkcji stanowiła rozwinięcie koncepcji stylistycznej poprzednika. Przednią część nadwozia ponownie zdobiły pionowo umieszczone, podwójne reflektory, a także duża szeroka atrapa chłodnicy. Zyskała ona tym razem duże, chromowane poprzeczki.

### Restylizacje
Podczas cyklu produkcyjnego czwartej generacji, samochód przeszedł trzy rozległe modernizacje, z czego każda niosła obszerne zmiany w wyglądzie. W 1966 roku zmienił się kształt błotników i kloszy reflektorów, za to rok później dotychczasowy projekt pasa przedniego został całkowicie porzucony na rzecz bardziej kanciastej atrapy chłodnicy z poziomo umieszczonymi reflektorami. W ostatnim pełnym roku produkcji ponownie zmieniony został wygląd atrapy chłodnicy i reflektorów.

### Rynki eksportowe
Podobnie jak w przypadku poprzednika, czwarta generacja Bonneville była produkowana i sprzedawana w Kanadzie pod nazwą Pontiac Parisienne. Pod tą samą nazwą samochód wytwarzano także w zakładach Holdena w Australii i Nowej Zelandii, a ponadto – także w zakładach Chevroleta w Republice Południowej Afryki.

### Silniki
- V8 6.4l
- V8 6.6l
- V8 6.9l
- V8 7.0l
- V8 7.5l

## Piąta generacja

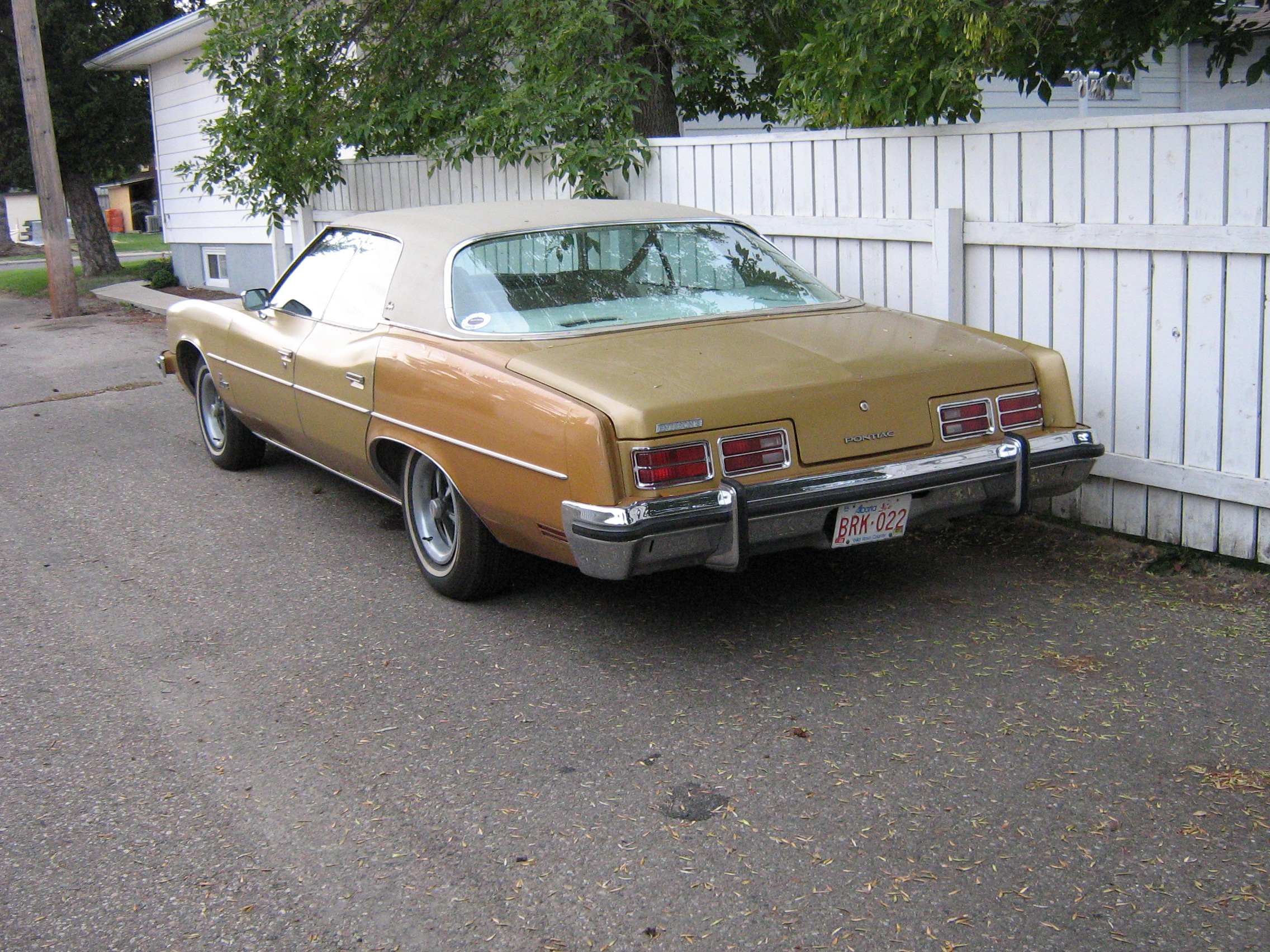
Pontiac Bonneville V – tył

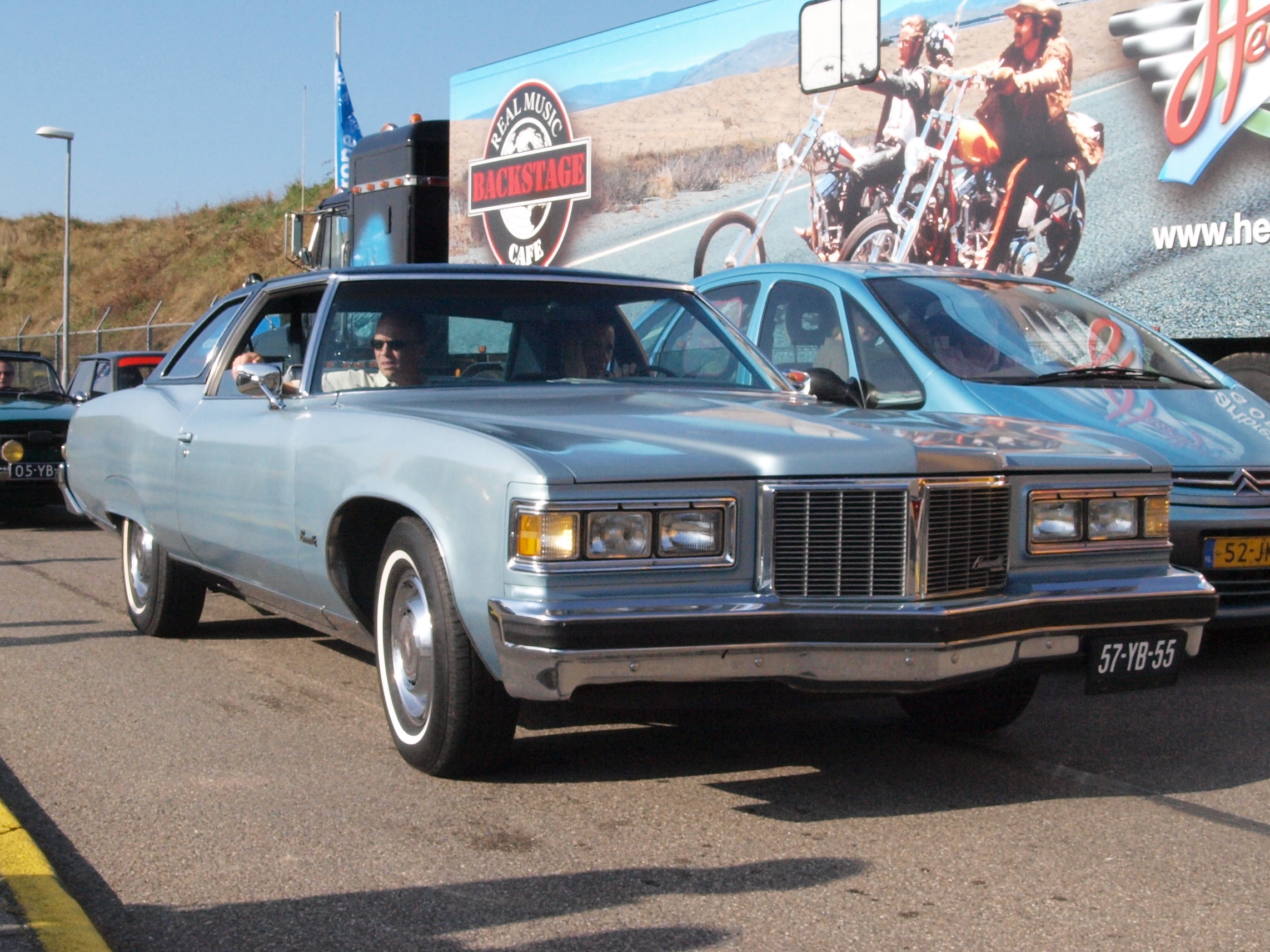
Pontiac Bonneville V po liftingu

Pontiac Bonneville V został zaprezentowany po raz pierwszy w 1971 roku.
Piąta generacja modelu Bonneville przeszła obszerną modernizację pod kątem proporcji nadwozia. Samochód zyskał równie masywną sylwetkę co poprzednik, otrzymując jednak bardziej kanciasto zarysowane błotniki.
Z przodu pojawiły się kanciaste obudowy dwuczęściowych, okrągłych reflektorów, a także szpiczasta, nisko osadzona atrapa chłodnicy.

### Lifting
W 1974 roku piąta generacja Pontiaka Bonneville przeszła obszerną modernizację, w ramach której pas przedni zyskał bardziej prostokątne kształty atrapy zarówno błotników, jak i większej, chromowanej atrapy chłodnicy oraz zderzaków i reflektorów.

### Silniki
- V8 6.6l
- V8 7.5l

## Szósta generacja

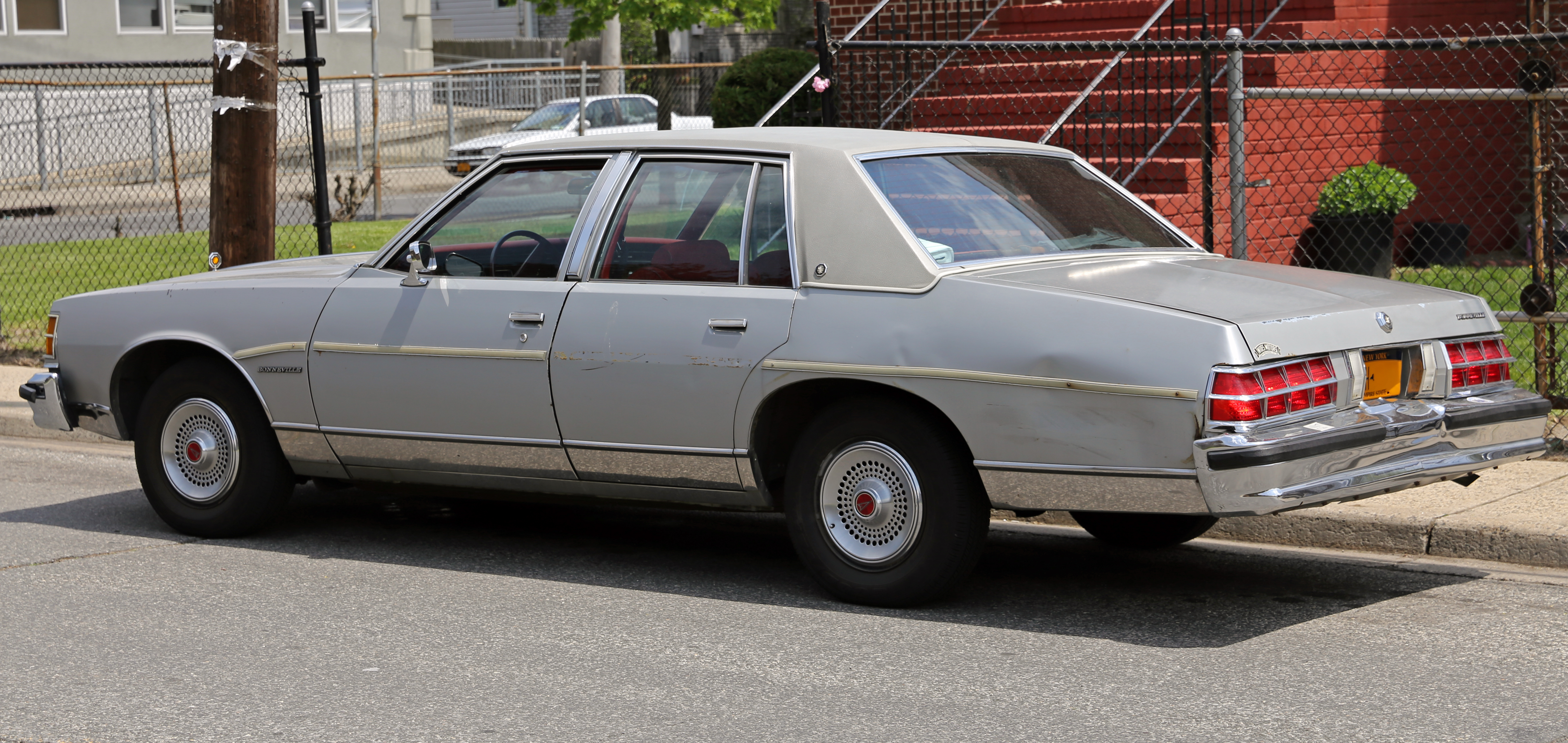
Pontiac Bonneville VI – tył

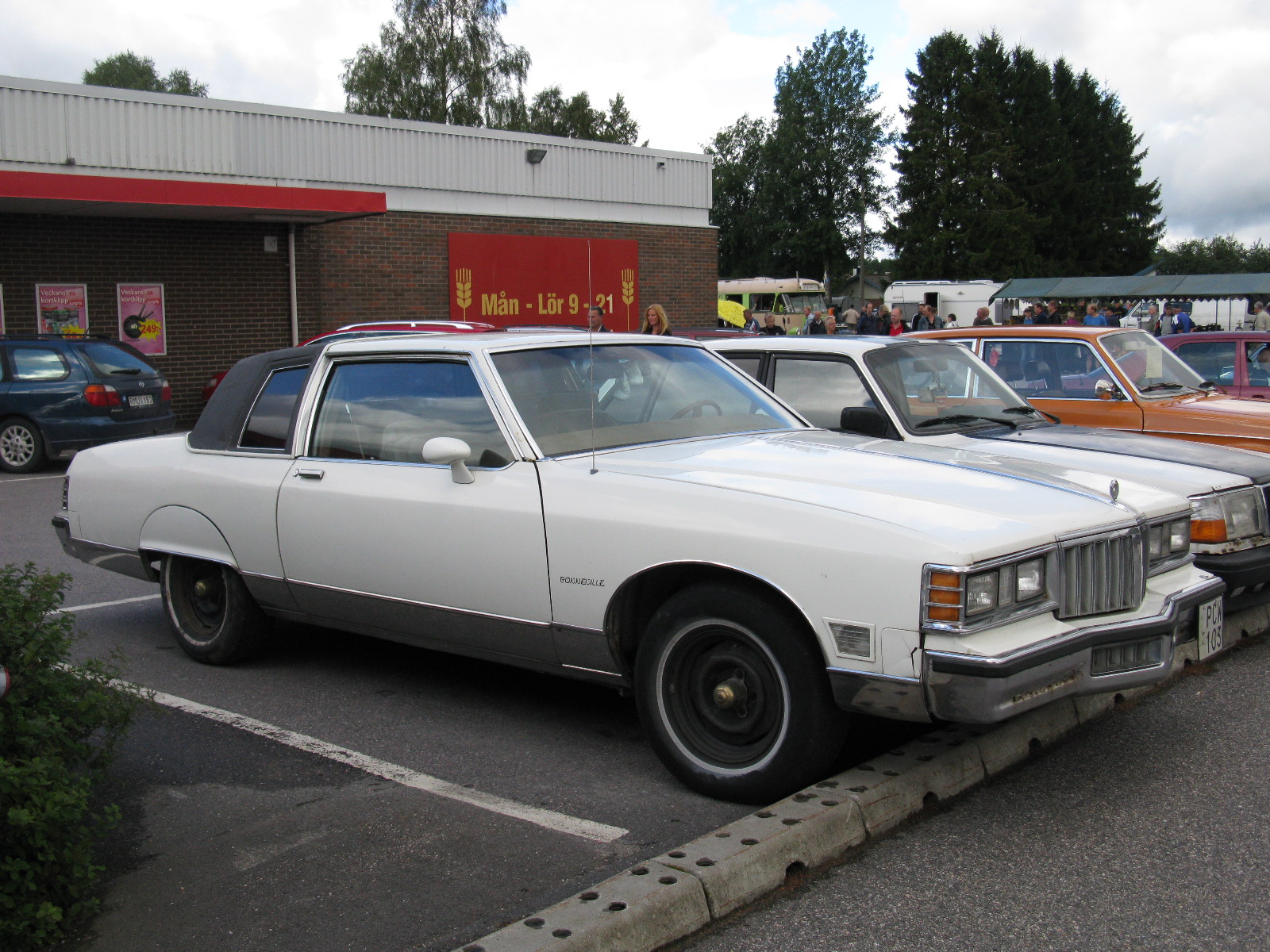
Pontiac Bonneville VI Coupe

Pontiac Bonneville VI został zaprezentowany po raz pierwszy w 1977 roku.
W ramach nowego trendu tzw. downsizingiem zyskującego popularność wśród amerykańskich procentów samochodów, szósta generacja modelu Bonneville stała się znacznie mniejsza pod kątem ogólnych wymiarów zewnętrznych. Nadwozie zachowało kanciaste kształty nadwozia z licznymi chromowanymi ozdobnikami nadwozia, a także zabudowanym tylnym nadkolem.

### Następca
W 1981 roku Pontiac zdecydował się zmienić nazwę szóstej generacji Bonneville, zastępując ją modelem Parisienne. Odtąd nie była to już lokalna nazwa Bonneville w Kanadzie, lecz emblemat stosowany także w Stanach Zjednoczonych dla sztandarowej limuzyny Pontiaka.

### Silniki
- V6 3.8l Buick
- V8 4.3l Pontiac
- V8 4.9l Oldsmobile
- V8 5.7l Chevrolet
- V8 6.6l Pontiac

## Siódma generacja

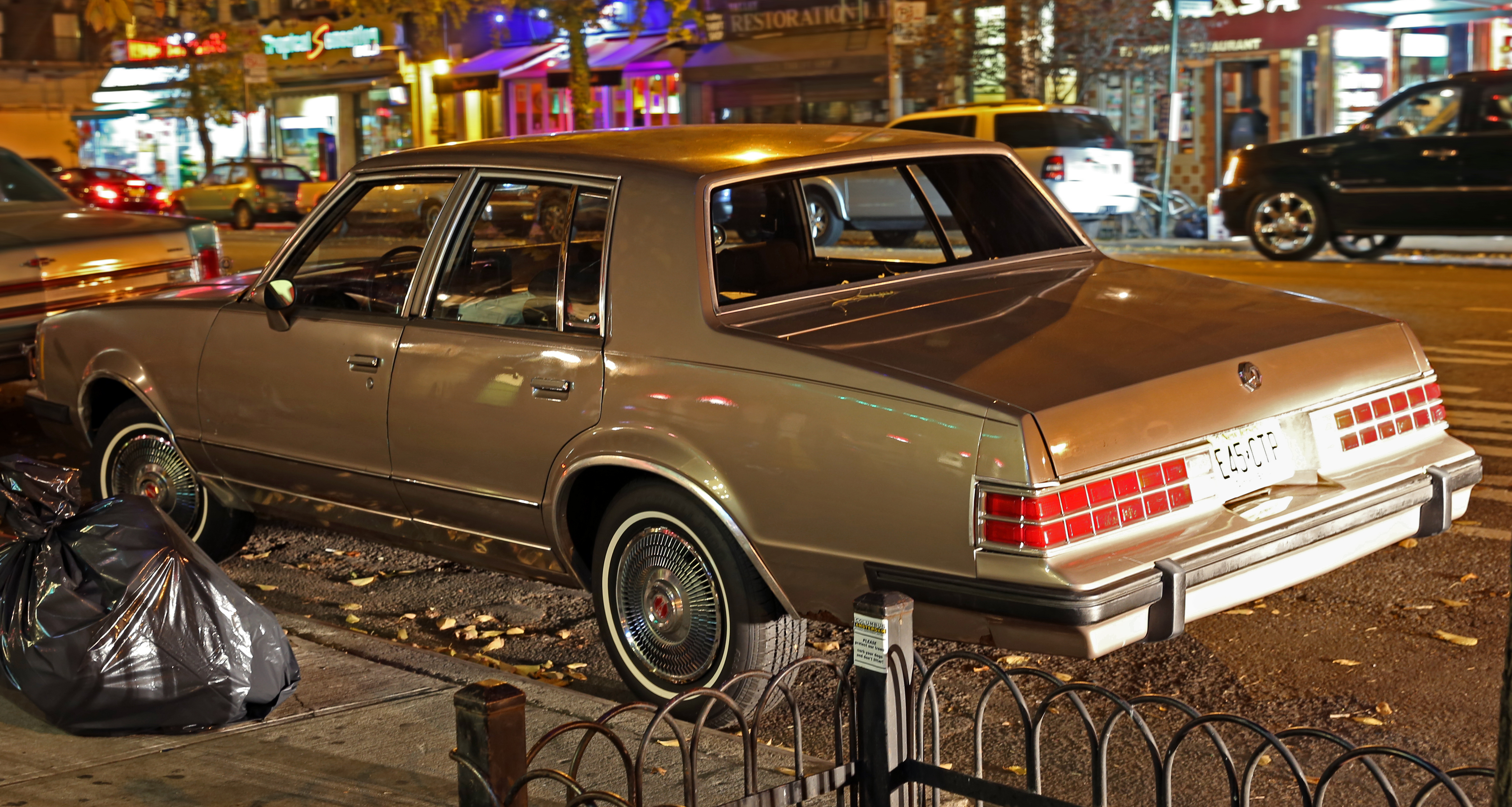
Pontiac Bonneville VII – tył

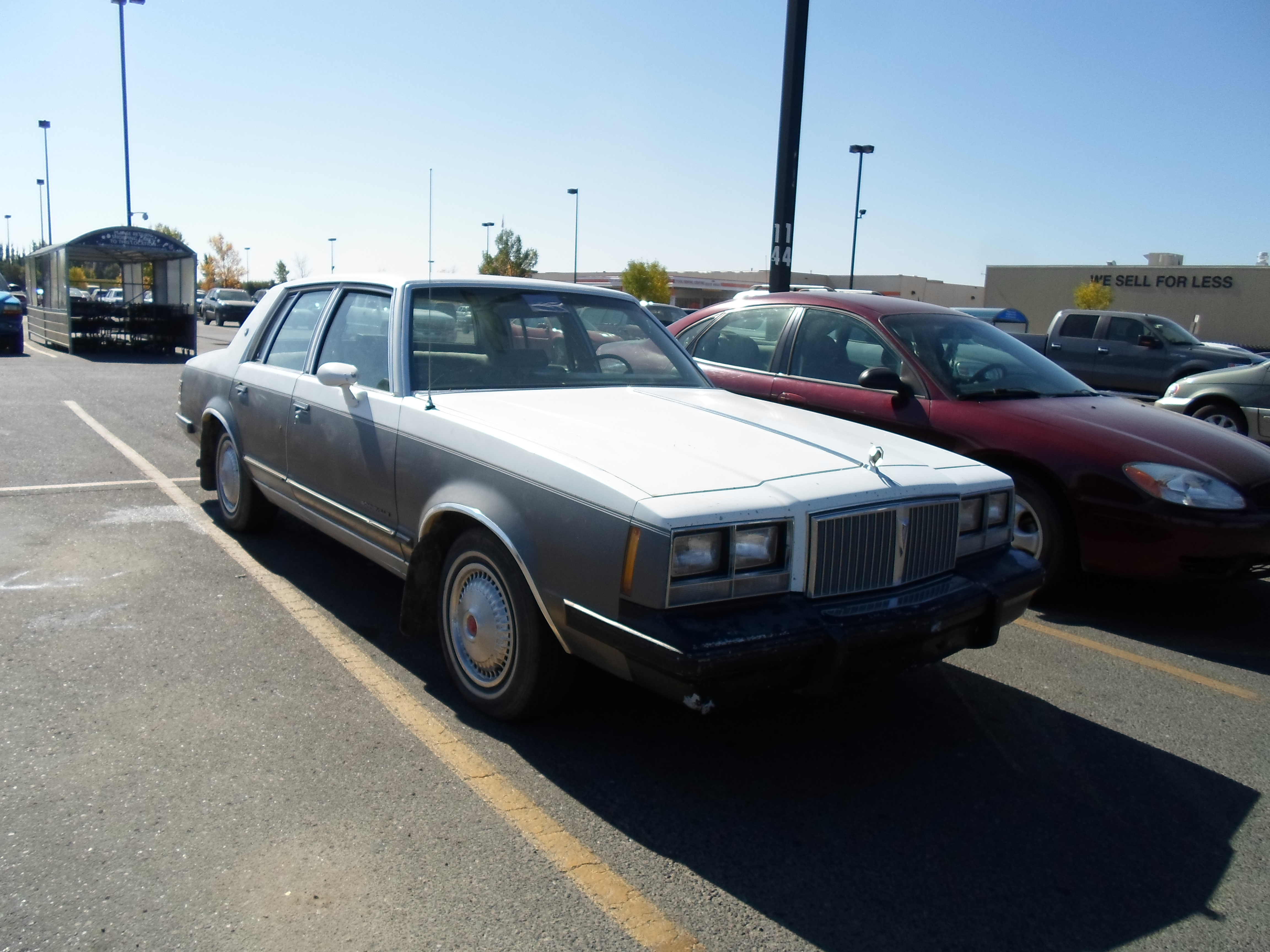
Pontiac Bonneville VII Brougham

Pontiac Bonneville VII został zaprezentowany po raz pierwszy w 1981 roku.
Po przemianowaniu szóstej generacji Bonneville na sztandarowy model Parisienne w 1981 roku, Pontiac zdecydował się przedstawić kolejną generację tego pojazdu – tym razem, jako jeszcze mniejszy model.
Pontiac Bonneville siódmej generacji został zbudowany w oparciu o platformę G-body, zyskując bardziej zaokrąglone kanty nadwozia, podłużny bagażnik z opadającą linią oraz szerokie, podłużne prostokątne lampy.

### Silniki
- V6 3.8l Buick
- V8 4.4l Chevrolet
- V8 5.0l Chevrolet

## Ósma generacja

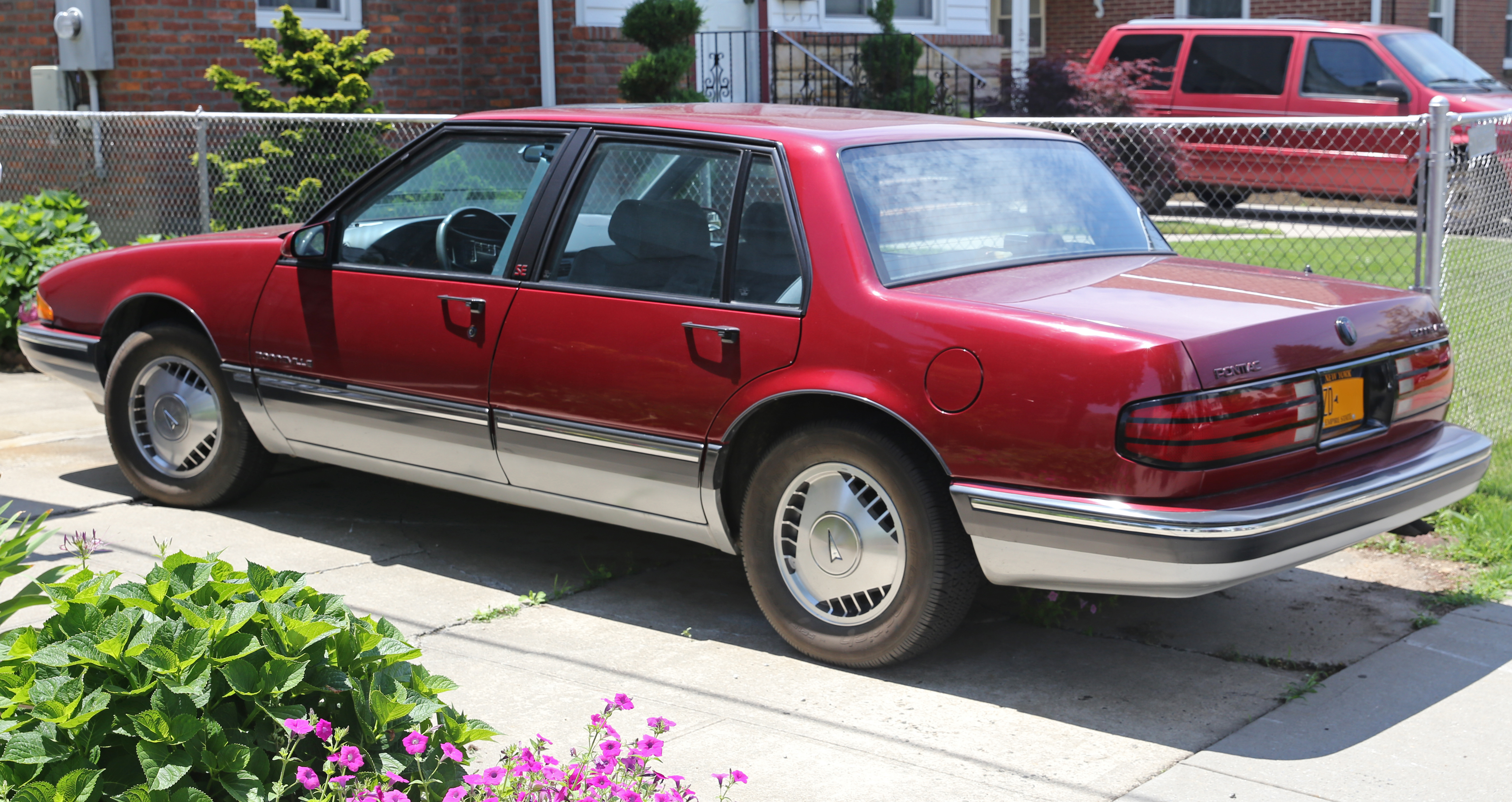
Pontiac Bonneville VIII – tył

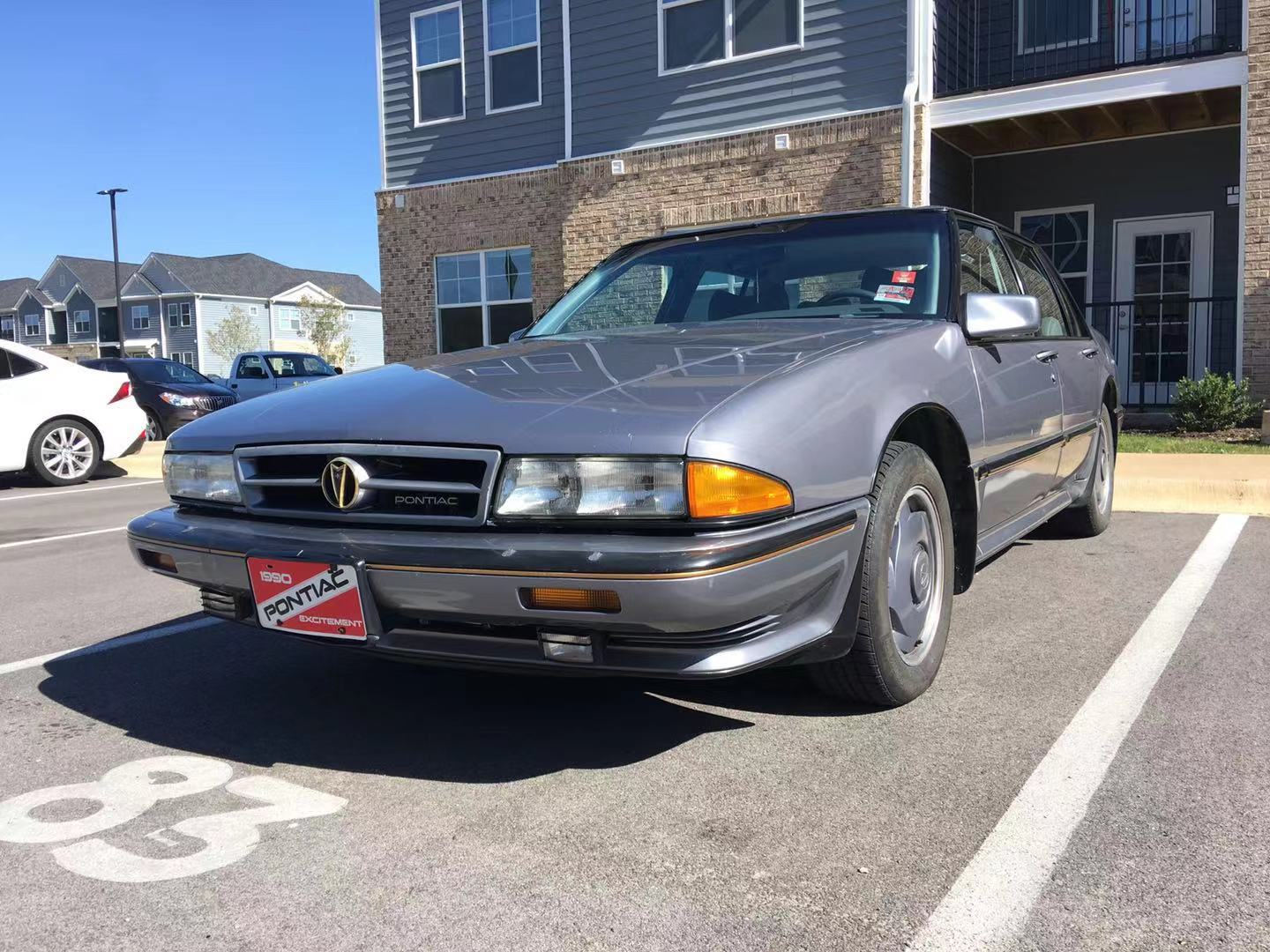
Pontiac Bonneville VIII SSE

Pontiac Bonneville VIII został zaprezentowany po raz pierwszy w 1986 roku.
Ósma generacja Bonneville ponownie została oparta na innej platformie koncernu General Motors. Tym razem, wykorzystana została opracowana z myślą o przednim napędzie architekturę H-body, którą wykorzystano także dla bliźniaczych modeli Buick LeSabre i Oldsmobile 88.
Charakterystycznymi cechami wyglądu Bonneville ósmej generacji był podłużny, opadający ku krawędzi przód, a także krótki, kanciasty bagażnik wraz z tylną szybą umieszczoną prostopadle do klapy. Przód przyozdobiły podłużne, wąskie reflektory – podobnie jak tylną część nadwozia.

### Silniki
- V6 3.8l LG3
- V6 3.8l LN3

## Dziewiąta generacja

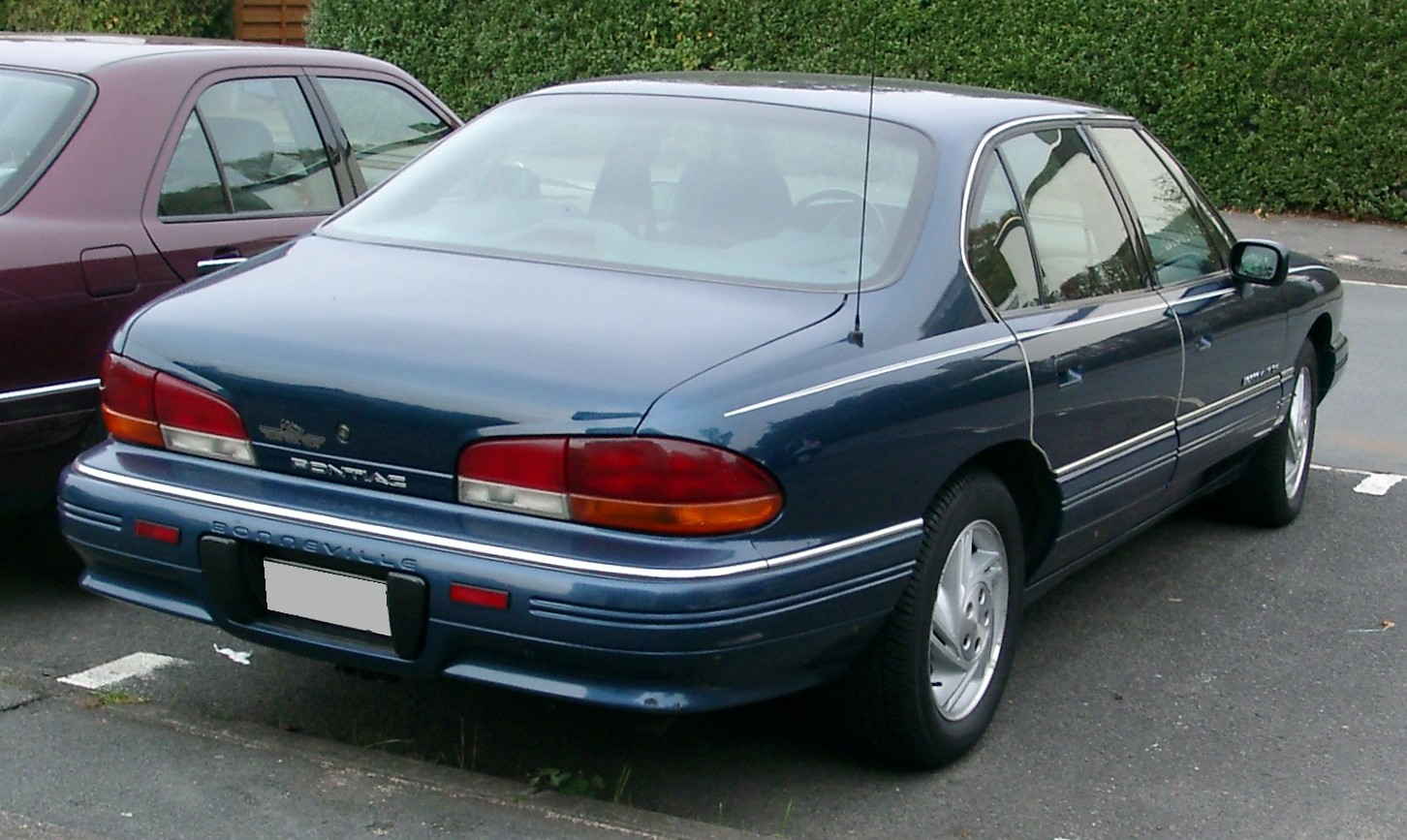
Pontiac Bonneville IX – tył

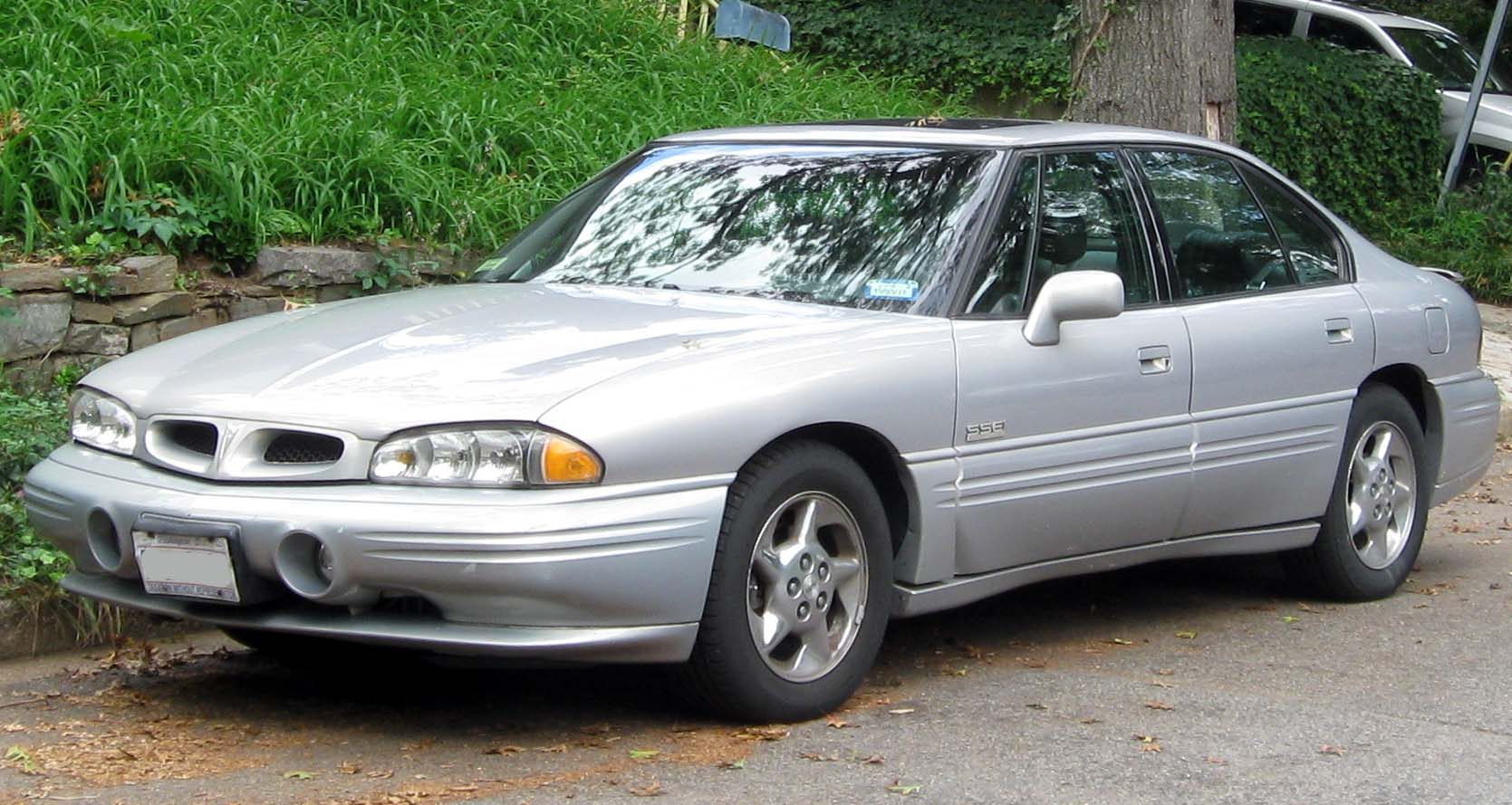
Pontiac Bonneville IX po liftingu

Pontiac Bonneville IX został zaprezentowany po raz pierwszy w 1991 roku.
Dziewiąta generacja Bonneville ponownie została opracowana wraz z bliźniaczymi modelami marek Buick i Oldsmobile, opierając się na zmodernizowanej platformie H-body.
Nadwozie utrzymane zostało w nowym kierunku stylistycznym firmy Pontiac, charakteryzując się licznymi ostrymi kantami, mniejszą i węższą atrapą chłodnicy, a także obłą, zaokrągloną sylwetką nadwozia. Podobnie do bliźniaczych konstrukcji, przednia szyba była przedzielona poprzeczką.

### Lifting
We wrześniu 1995 roku wraz z bliźniaczymi modelami Buicka i Oldsmobile, dziewiąta generacja Pontiaka Bonneville’a przeszła obszerną modernizację nadwozia. Krawędzie reflektorów zostały zaokrąglone, przemodelowano także atrapę chłodnicy, zderzaki i tylne lampy.

### Silniki
- V6 3.8l L27
- V6 3.8l L36
- V6 3.8l L67

## Dziesiąta generacja

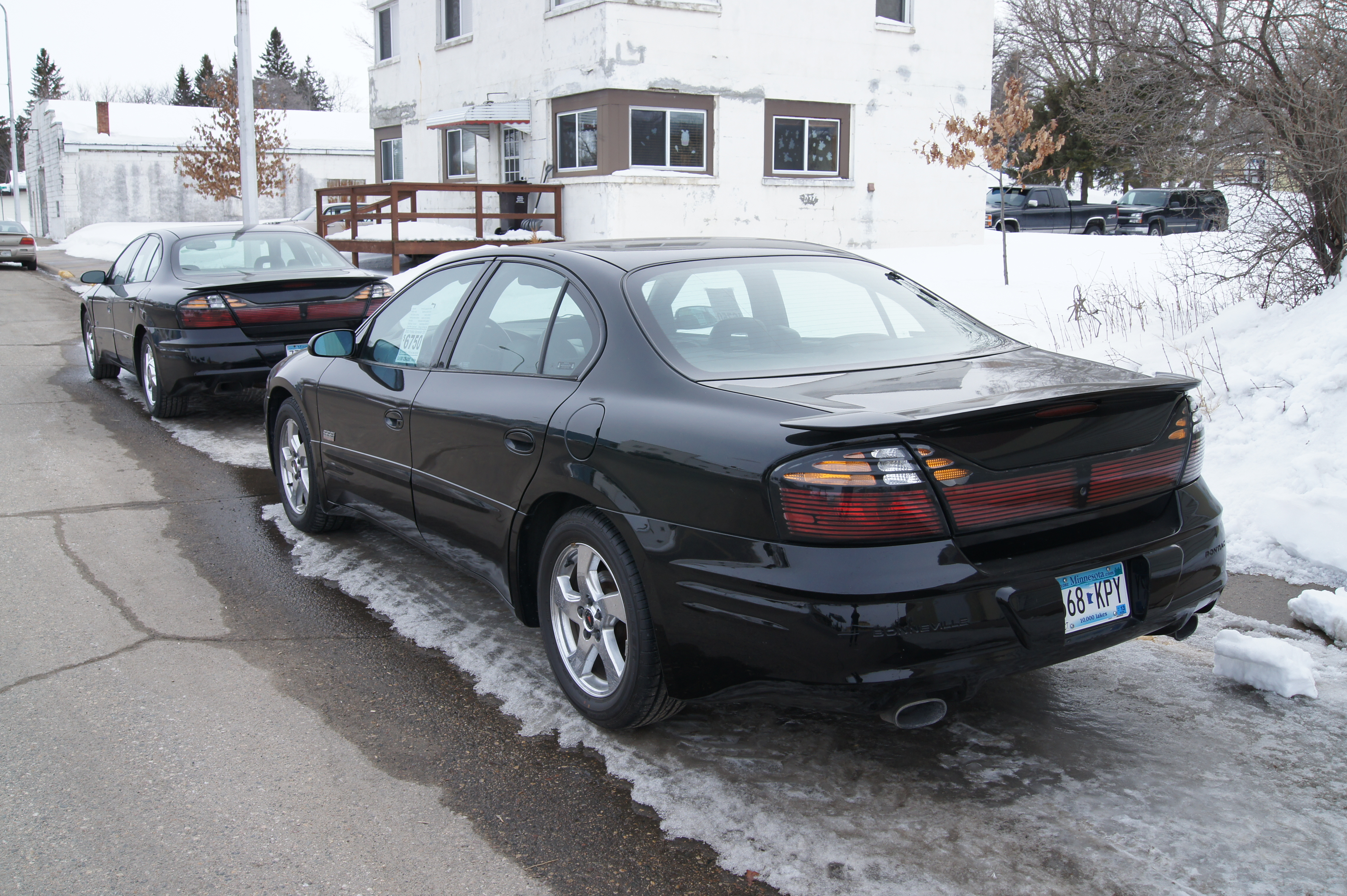
Pontiac Bonneville X – tył

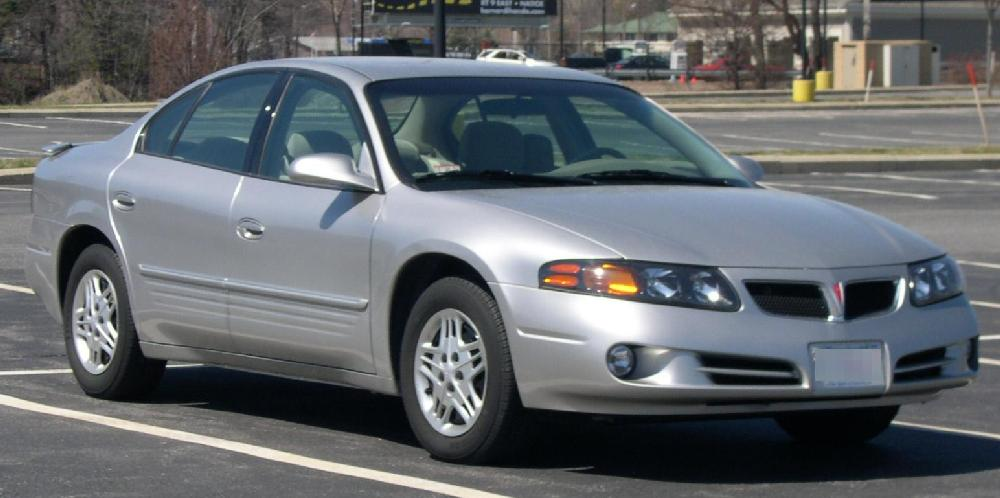
Pontiac Bonneville X GXP

Pontiac Bonneville X został zaprezentowany po raz pierwszy w 1999 roku.
Dziesiąta i ostatnia generacja Bonneville ponownie opracowana została na unowocześnionej platformie H-body, na której opracowano także inne bliźniacze konstrukcje koncernu General Motors – ostatnią generację modelu Buick LeSabre oraz drugie wcielenie Oldsmobile Aurora.
Nadwozie samochodu zyskało bardziej obłe proporcje, z wyżej poprowadzoną linią okien i dużymi, podłużnymi reflektorami. Charakterystycznymi cechami wyglądu była tym razem podwójna atrapa chłodnicy, a także odblaskowy pas łączący tylne lampy. Topowy wariant nosił nazwę SSEi, wyróżniając się innym wyglądem atrapy chłodnicy i dodatkowymi halogenami.

### Koniec produkcji i następca
Po 46 latach rynkowej obecności, Pontiac Bonneville trwale zniknął z rynku w lutym 2005 roku. Następca trafił do sprzedaży 2 lata później pod nową nazwą – G8.

### Silniki
- V6 3.8l Series II
- V6 3.8l Series II
- V8 4.6l Northstar